# Musée Stieglitz des arts décoratifs et appliqués
Pour les articles homonymes, voir Musée des arts appliqués.
Le musée Stieglitz des arts décoratifs et appliqués compte parmi les musées les plus importants de Saint-Pétersbourg, en Russie.

## Histoire et description
Le projet a débuté en 1878 lorsque le baron Alexander von Stieglitz (1814-1884), un philanthrope millionnaire, a fait don de fonds pour construire un musée au profit des étudiants de l'Académie d'art et d'industrie Stieglitz, qu'il avait créée plus tôt. Le nouveau musée devait accueillir la collection privée de Stieglitz comprenant des verreries rares, porcelaines, tapisseries, meubles et poêles en faïence.
Le premier directeur du musée, Maximilian Messmacher, a basé sa conception sur un musée similaire à Vienne. Construit entre 1885 et 1896, le bâtiment est un exemple significatif de style néo-Renaissance. Une pièce inspirée du palais des Terems du Kremlin de Moscou se distingue particulièrement.
Sur les quelque 30 000 pièces conservées au musée au moment de la Révolution russe de 1917, les autorités communistes ont remis les pièces les plus précieuses au musée de l'Ermitage. Le musée Stieglitz a continué en tant que branche de l'Ermitage jusqu'en 1926, date à laquelle il a été supprimé, pour être restauré trois ans plus tard en tant qu'institution distincte. Pendant les années soviétiques, les intérieurs luxueux sont tombés en ruine, avec une salle utilisée comme salle de sport, ses murs repeints. Ce n'est qu'à la chute de l'Union soviétique que la restauration lente et minutieuse a commencé.

## Galerie

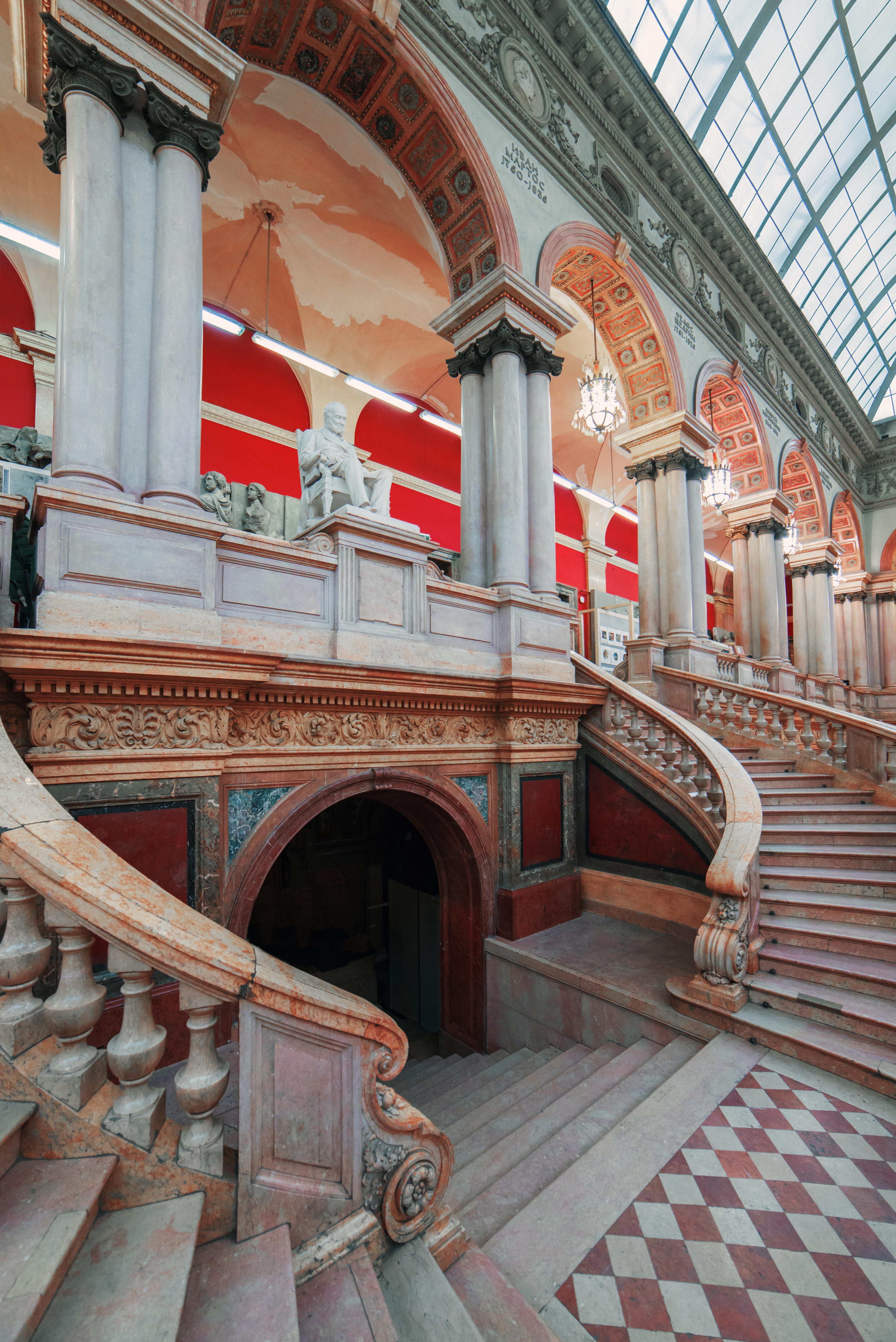
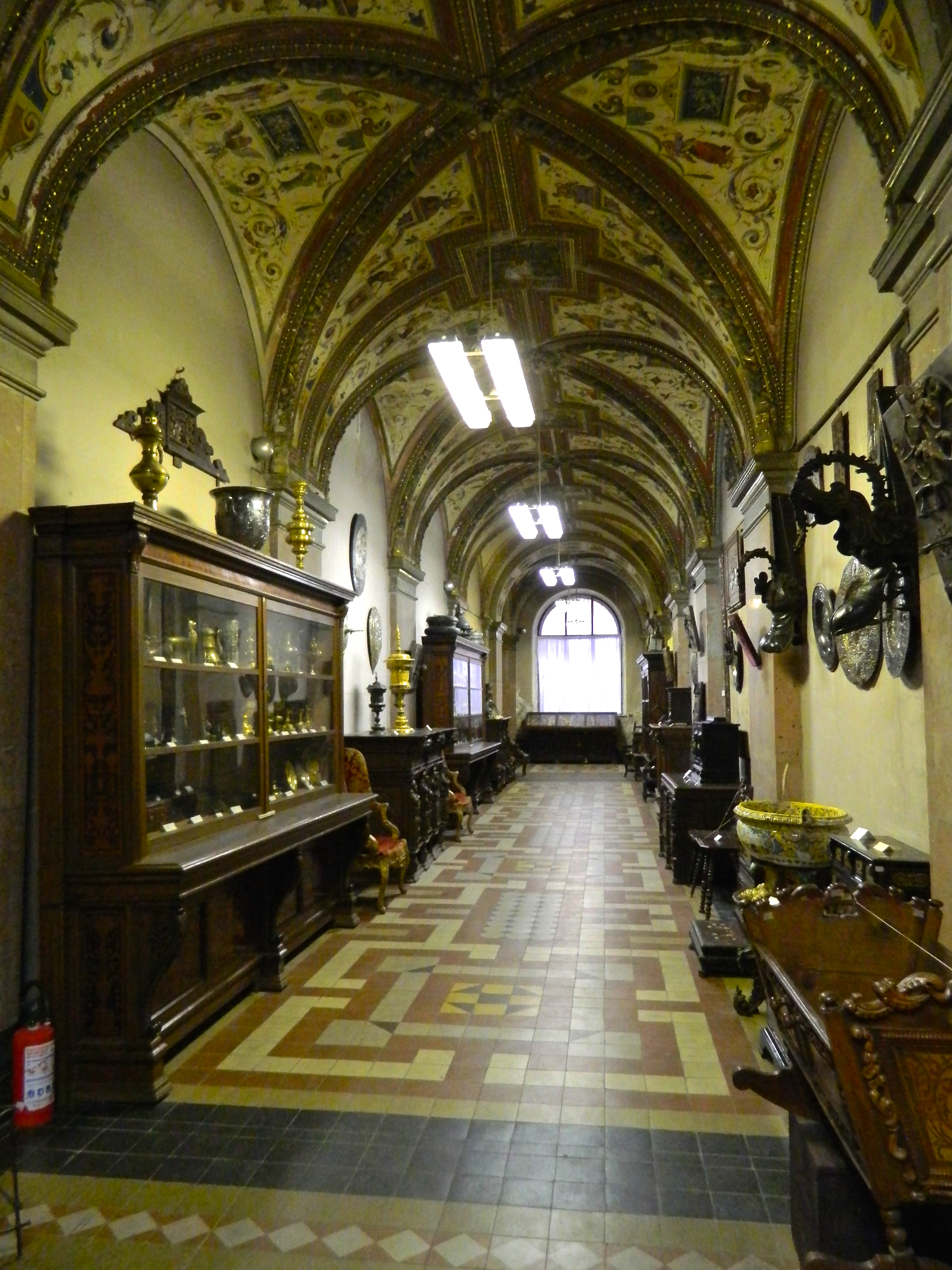
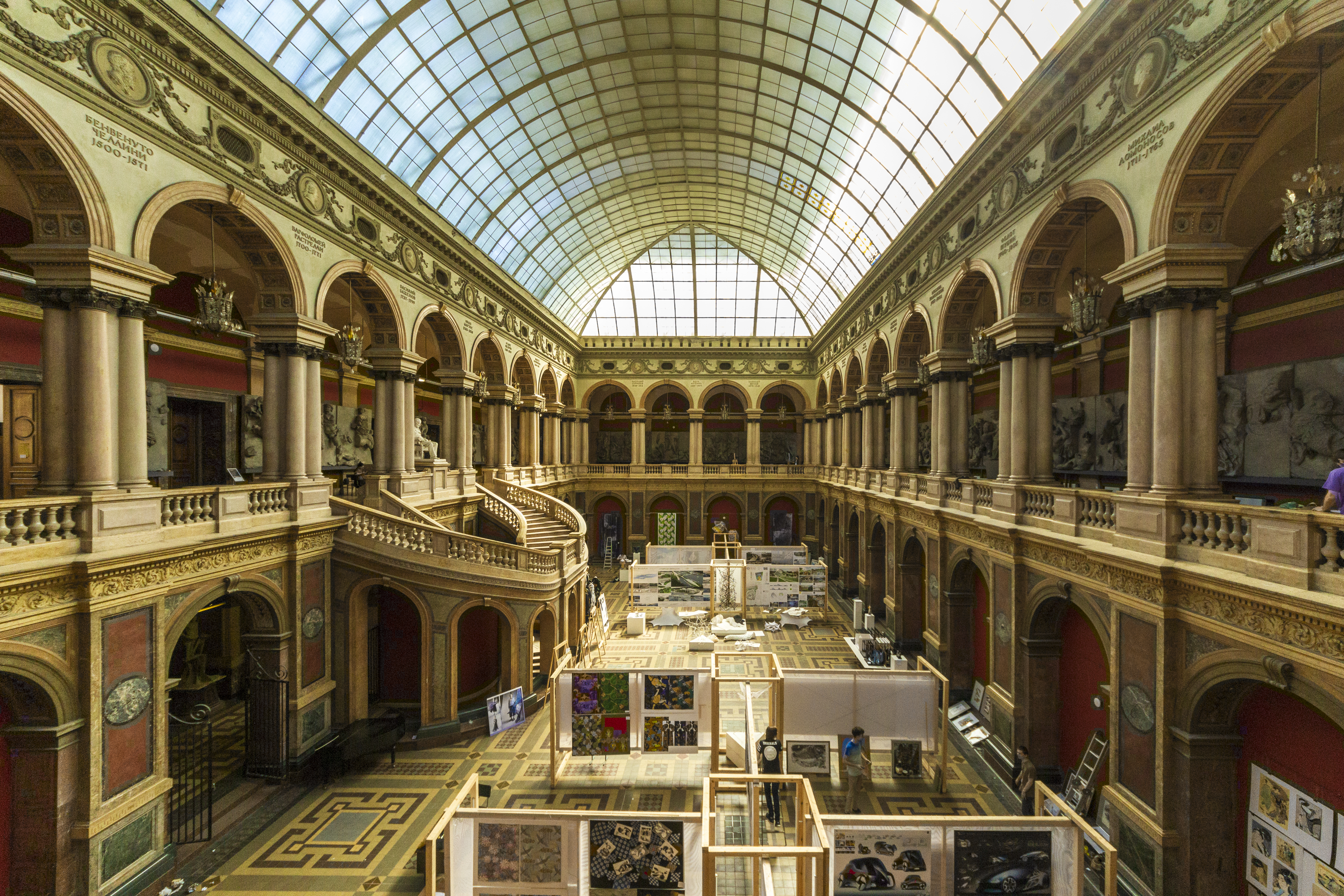
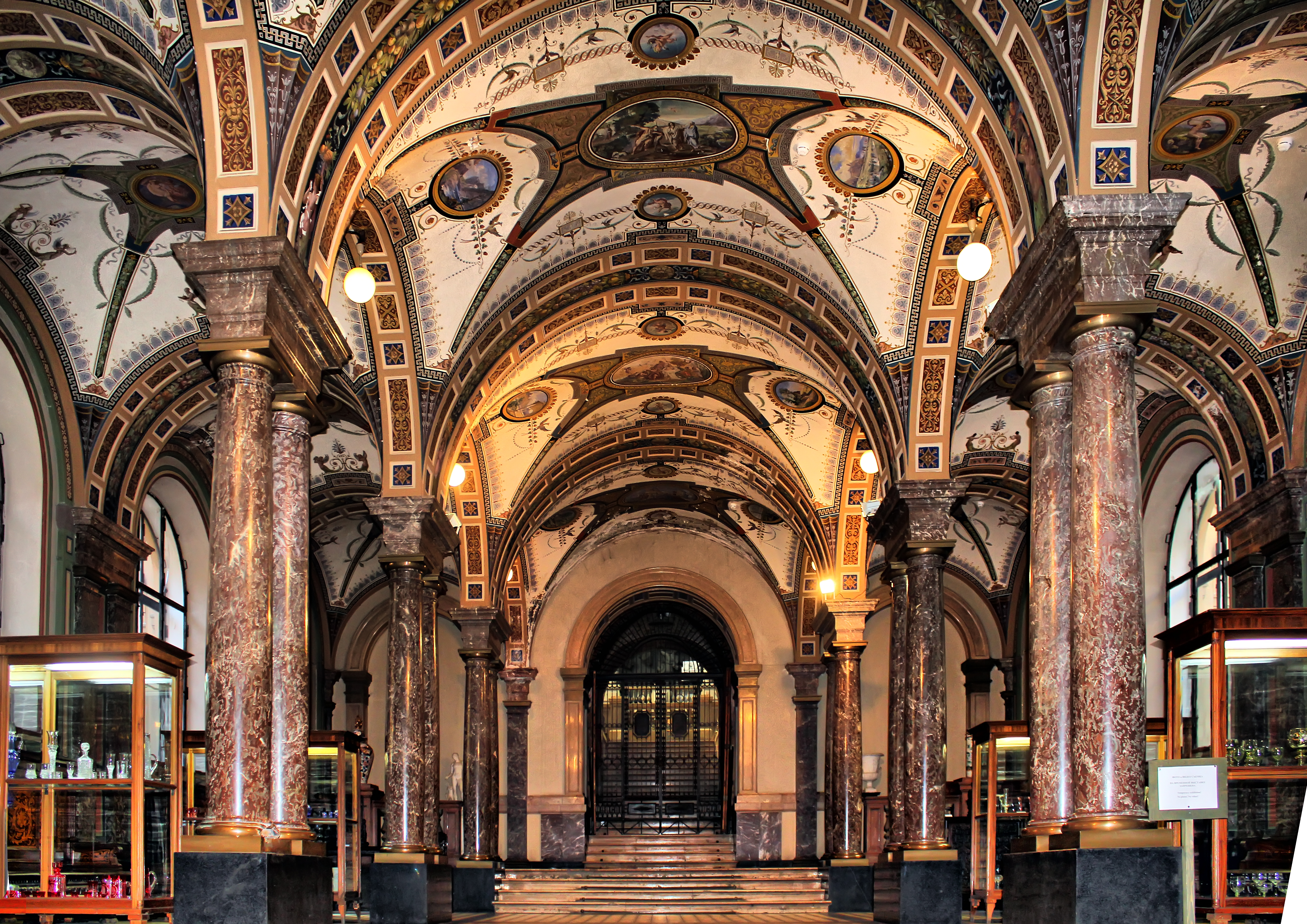
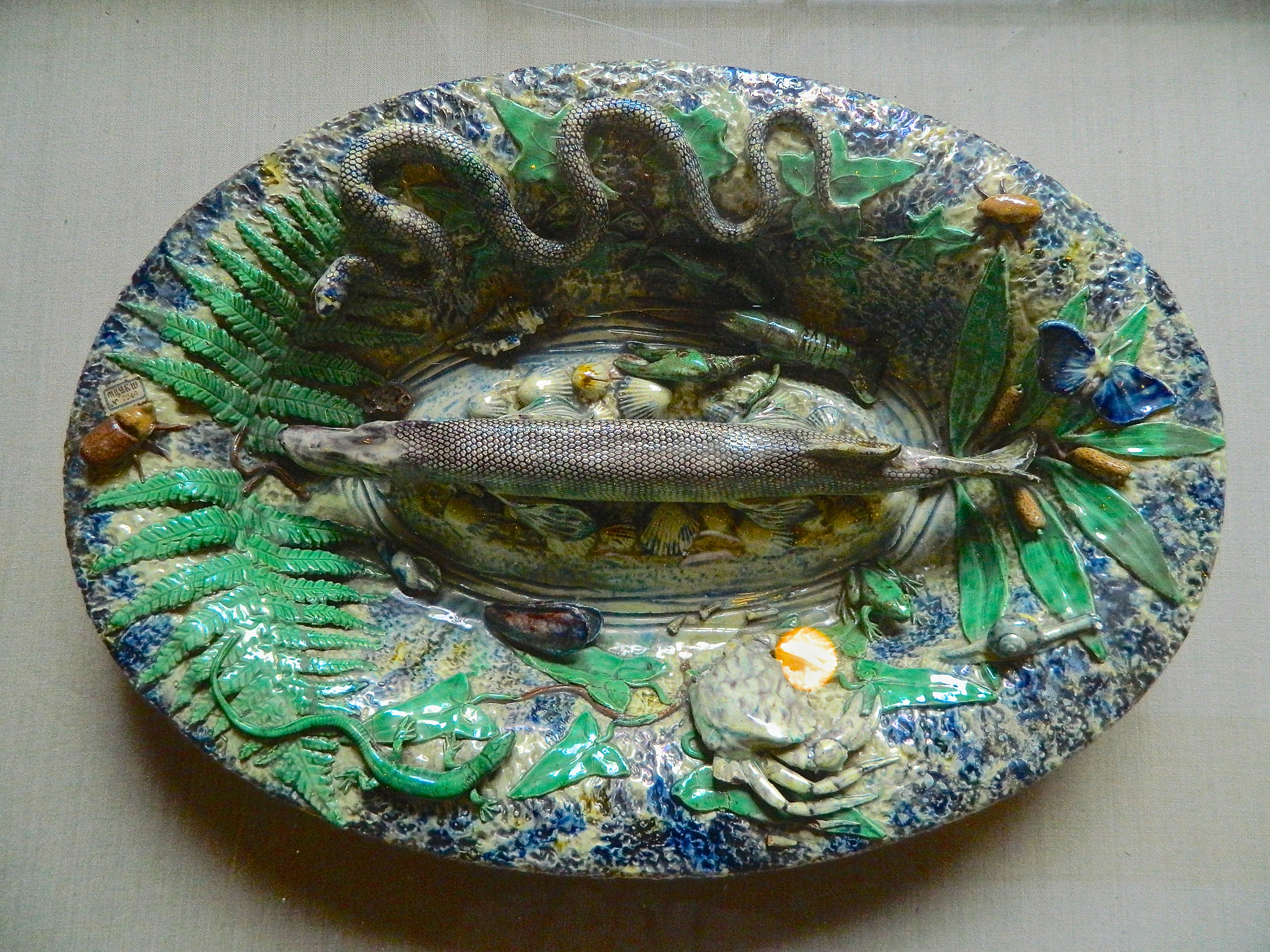

## Sources
- ей барона Штиглица: Прошлое и настоящее. ., 1994.